# عمامه‌پرانی
عمامه‌پرانی یکی از روش‌های اعتراض است که در خیزش ۱۴۰۱ ایران با هدف تحقیر نظام جمهوری اسلامی و روحانیون شیعه (آخوندها) و اعلام انزجار از آن‌ها انجام می‌شد. این عمل، به شیوهٔ انداختن عمامه از سر روحانیون و گرفتن فیلم و پخش آن در فضای مجازی، صورت می‌پذیرد.
سید روح‌الله خمینی، نخستین رهبر جمهوری اسلامی ایران، اولین کسی بود که علیه روحانیونی که وی آنها را «آخوندهای درباری» و «آخوندهای فاسد» می‌نامید، سخنرانی کرد و خواستار برداشتن عمامهٔ آنها شد. در پی اعتراضات سراسری ۱۴۰۱ ایران، جوانان پویشی ایجاد کردند که هدف آن برانداختن عمامه از سر روحانیون در خیابان و فیلم‌برداری از این عمل است.

## پیشینه

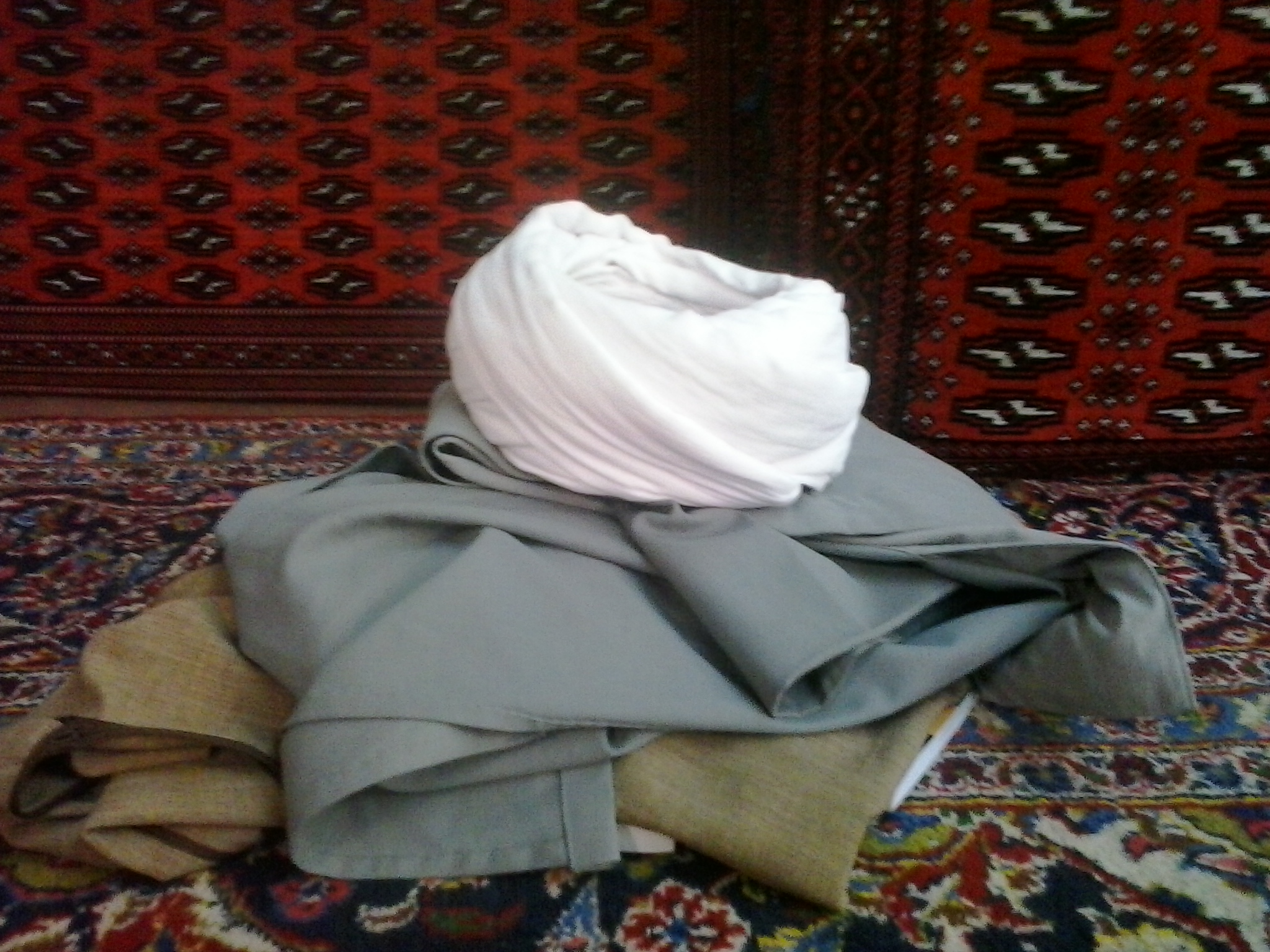
عمامهٔ سفیدرنگ حوزویان شیعه غیر سید

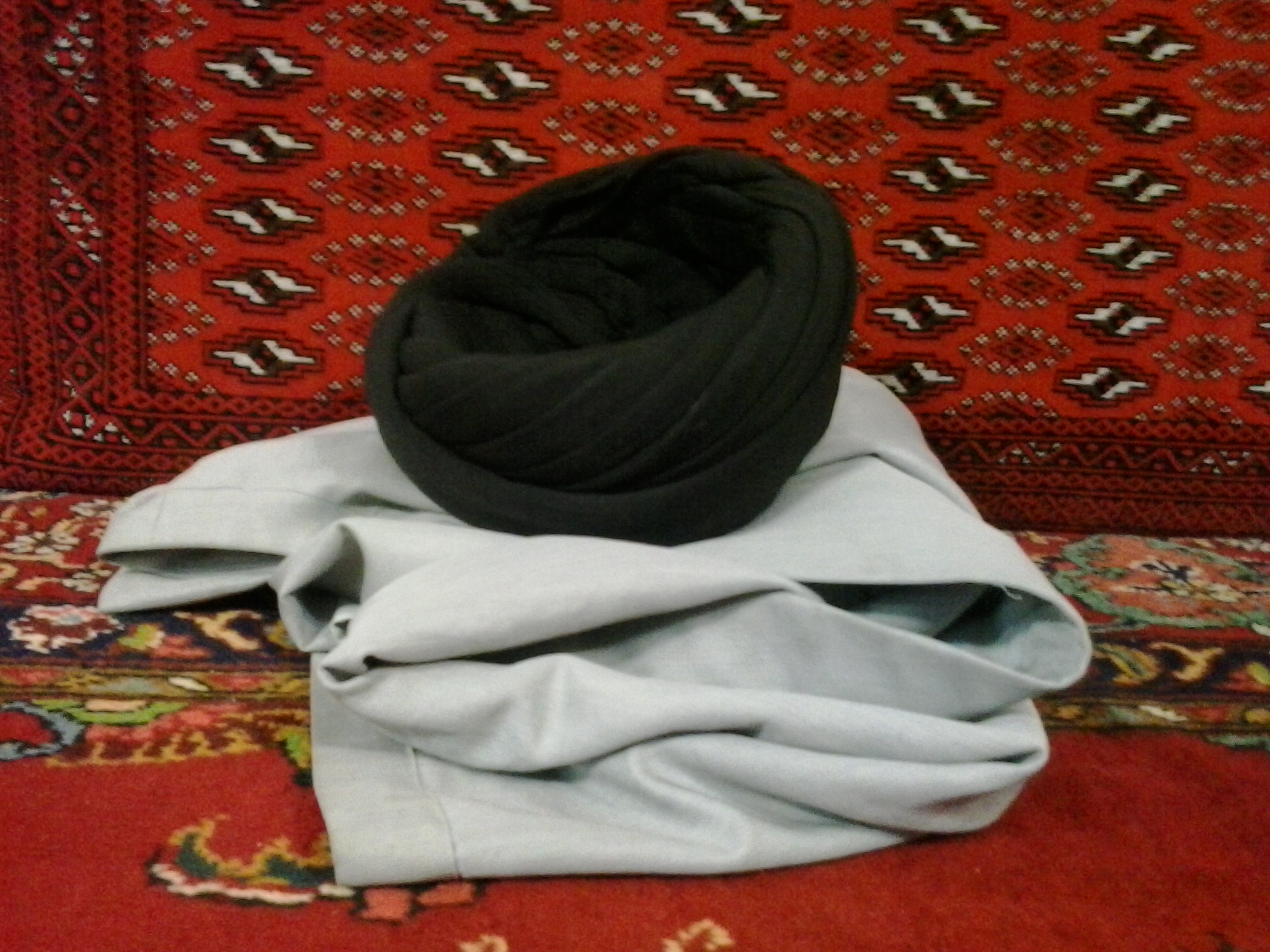
عمامه مشکی‌رنگ حوزویان شیعی سید

### لباس روحانیت و عمامه
عبا و عمامه لباسی است که توسط روحانیون مسلمان و نیز طلبه‌ها به تن می‌شود و به عقیدهٔ برخی لباس محمد، پیامبر اسلام، است و برای روحانیون حرمت دارد. بر اساس گزارش عصر ایران، و بر طبق قانون مصوب ۱۳۷۹ توسط شورای عالی حوزه‌های علمیه؛ طلابی که می‌خواهند لباس روحانیت به تن کنند، باید از واحد معاونت تهذیب حوزه‌های علمیه، تاییده و جوازی موسوم به «جواز تلبس» داشته باشند.

### پیشینه عمامه‌پرانی
روح‌الله خمینی، بنیان‌گذار نظام جمهوری اسلامی، اولین کسی بود که در یک سخنرانی علیه روحانیونی که وی آنها را «آخوندهای درباری» و «آخوندهای فاسد» نامید، خواستار برداشتن عمامه آنها شد. او در دوران تبعید، در شهر نجف عراق، گفته بود: «جوان‌های ما عمامه آخوندهایی که به‌نام فقهای اسلام در جامعه مسلمین ایجاد مفسده می‌کنند را بردارند، لازم نیست آنها را خیلی کتک بزنند! لیکن عمامه‌هایشان را بردارند»
محسن رفیق‌دوست، رئیس پیشین بنیاد مستضعفان، از جمله جوانانی بود که تحت تأثیر سخنان خمینی قرار گرفت و تلاش کرد تا عمامه جواد مناقبی نوایی، استاد فلسفه اسلامی و مشهور به «واعظ» را بردارد.
در سال‌های پس از انقلاب ۱۳۵۷، چند عمامه‌پرانی توسط طرفداران حکومت انجام شد. نخستین مورد در سال ۱۳۶۴ در شیراز و پس از کشته‌شدن عبدالحسین دستغیب که محی‌الدین حائری از سوی خمینی امام جمعه شیراز شد. درحالی که احمد جنتی برای رفع اختلاف میان طلاب هوادار دستغیب و حائری به روی منبر رفت، طلاب طرفدار دستغیب، عمامه او را به زمین پرت کردند. در بهمن‌ماه ۱۳۷۷ هادی خامنه‌ای، مشاور رئیس‌جمهور وقت و مدیرمسئول روزنامه جهان اسلام در شهر قم مورد حمله قرار گرفته و عمامه او در جریان این حمله از سرش افتاد.
در دوران اصلاحات پس از حمله به کوی دانشگاه تهران در سال ۷۸، گروه تندرو انصار حزب‌الله که نزدیک به حکومت بود، عمامه عبدالله نوری، وزیر کشور ایران را در نماز جمعه تهران از سرش برداشتند. همچنین در انتخابات دهمین دوره ریاست جمهوری، باز هم طرفداران حکومت عمامه مهدی کروبی از نامزدهای معترض به نتیجه انتخابات را، در نمایشگاه کتاب از سرش برداشتند.
در حادثه‌ای در دی ماه ۱۴۰۰ نیز دو روحانی در شهر قم به یک زن نسبت به رعایت حجاب تذکر دادند که به درگیر شدن وی با آن دو منجر شد و او در اعتراض به دلیل توهین به حجابش و مزاحمت آنان، عمامه یکی از آنها را از سرش برداشت و لگدمال کرد که توسط عوامل حکومتی شناسایی و به اتهام هتک حرمت و توهین به روحانیت و حمله فیزیکی بازداشت شد.

### خیزش ۱۴۰۱

اسکرین‌شاتی از ویدئوی عمامه‌پراکنی

عمامه‌پرانی یکی از روش‌ها و اقدامات معترضان ایرانی است. این طریقه اعتراض در جریان خیزش ۱۴۰۱ ایران و برای نشان دادن و اعلام انزجار از نظام جمهوری اسلامی ایران، سران و مسئولان حکومت و در جهت مخالفت با روحانی‌گرایی در ایران و محکومیت سرکوب اعتراضات سراسری ۱۴۰۱ ایران در شهرهای مختلف ایران انجام می‌شود. اکثر عمامه‌پرانی‌ها توسط جوانان معترض صورت می‌گیرد و با تهیه ویدئو آن را در شبکه‌های اجتماعی منتشر می‌کنند.
در این اعتراضات عمامه‌پرانی به یک کارزار سیاسی در بین جوانان معترض ایران تبدیل شده‌است و در حال فراگیر شدن است. در اعتراضات ۱۴۰۱ شعار «توپ، تانک، فشفشه، آخوند باید گم بشه» یکی از اصلی‌ترین شعارهایی است که داده می‌شود و معترضان با دیدن یک فرد معمم اقدام به «عمامه‌پرانی» یا گفتن ناسزا می‌کنند.

## واکنش‌ها
به عقیده مولوی عبدالحمید، امام جمعه اهل سنت زاهدان، عمامه‌پرانی در ایران نتیجه سکوت علمای دینی در برابر مشکلات مردم است. به گزارش مشرق‌نیوز در واکنش به عمامه‌پرانی، پویشی با عنوان «عمامه‌بوسی» راه‌اندازی شد و مردم مذهبی به نشانه احترام و اعلام وفاداری به روحانیان خود، عمامه آنان را می‌بوسیدند. کلیپ‌هایی از بوسیدن عمامه آخوندها در ایران و عراق در فضای مجازی منتشر شد. کاربران وبگاه بالاترین نیز با انتقاد از بوسیدن عمامه آخوندها توسط برخی افراد در مشهد، تصاویر منتشر شده را با نام چندش‌ترین صحنه تاریخ توصیف کرده و عمامه روی سر آخوندها را نجس نامیدند.
مقتدی صدر، روحانی عراقی و از رهبران شیعیان عراق، از این اقدام انتقاد و از گسترش آن به سایر کشورهای اسلامی ابراز نگرانی کرد. قربانعلی دری نجف‌آبادی وزیر سابق اطلاعات و امام جمعه اراک در خطبه‌های نماز جمعه این شهر گفت: «یک زمانی رضاخان چهارتا عمامه برداشت و خیری ندید، کسانی که اکنون به روحانیت توهین می‌کنند هم خیری نمی‌بینند. مردم رفتار جاهلانه با روحانیت انجام ندهند زیرا این کارها علیه روحانیت، توهین به مقدسات است.» فرمانده انتظامی شهرستان بابل در واکنش به این اتفاق نسبت به لباس یک روحانی در این شهرستان اعلام کرد «اهانت به روحانیون، اهانت به اهل بیت بوده و پلیس با کسانی که بخواهند امنیت روحانیون را به خطر بیاندازند برخورد قاطع خواهد کرد.» علیرضا اعرافی، مدیر حوزه‌های علمیه وقت در سخنرانی با اشاره به سابقه روحانیون در فعالیت‌های سیاسی، عمامه روحانیون را کفن آنان دانست و مدعی شد که آنان تا آخرین نفس پای آرمان‌های اسلام و انقلاب خواهند ماند.